# Scialle di Manila
Lo scialle di Manila (spagnolo: mantón de Manila o mantón de seda) è uno scialle di seta ricamato derivato dal pañuelo filippino. Era popolare nelle Filippine, in America Latina e in Spagna durante l'era coloniale. Divenne popolare anche nella moda europea nel XIX secolo. Nei tempi moderni, fa ancora parte di vari abiti tradizionali nelle culture ispaniche ed è particolarmente importante come parte del costume (traje de flamenca) dei ballerini di flamenco (bailaoras) e delle donne kalé.

## Descrizione
Gli scialli di Manila sono pezzi quadrati di seta ricamati con motivi in stile orientaleggiante. Erano piegati a metà come un triangolo e indossati sulle spalle.

## Storia
Gli scialli tradizionali nelle Filippine erano conosciuti come alampay ed erano coperture per la testa e il collo tra le donne tagalog nel periodo precoloniale. Furono trasportati nei territori del periodo coloniale spagnolo e acquisirono motivi europei come i ricami floreali (usando tecniche come calado, sombrado e deshilado). Oltre alla fibra nativa di abacá, erano realizzati anche con la fibra di piña, acquisita dall'ananas introdotto dagli spagnoli. Presentavano anche bordi di pizzo o frange annodate, un elemento spagnolo acquisito a sua volta dai Mori. Questi scialli in stile spagnolo erano conosciuti come pañuelos nello spagnolo filippino ed erano parte integrante della tradizionale moda traje de mestiza delle donne aristocratiche filippine, poiché andavana a coprire parzialmente la scollatura relativamente bassa delle tradizionali camicie (camisa). Erano anche beni di lusso esportati sui galeoni di Manila in Nuova Spagna e in Europa, a volte come doni ai reali.
Nonostante diversi tentativi di renderla popolare, la seta (e la sua lavorazione) non divenne mai un'industria consolidata nelle Filippine. I tessuti di seta rimasero un monopolio cinese, spingendo l'Impero spagnolo a limitare il commercio della seta con la Cina nel 1535, per poi vietarlo del tutto nel 1718, a causa delle preoccupazioni per l'esaurimento dell'argento nelle tesorerie spagnole. Tuttavia, in seguito alle proteste degli intermediari di Manila, il divieto della seta fu revocato nel 1734. Questo monopolio di Manila fu successivamente consolidato con la creazione della Compagnia Reale delle Filippine nel 1795.
Sfruttando questa nuova domanda, nel XVIII secolo le fabbriche cinesi a Canton (l'odierna Guangzhou) e Macao iniziarono a produrre grandi quantità di seta dipinta o ricamata, al solo scopo di esportarla nelle Filippine e da lì verso altre colonie spagnole e in Europa.
La seta nei mercati interni cinesi era solitamente riservata all’abbigliamento e i disegni avevano un significato simbolico basato sullo status sociale. Ma queste esportazioni di seta da parte della Cina tra il XVII e il XIX secolo non erano indumenti tradizionali, bensì adattati ai gusti del mercato europeo. In particolare, producevano in serie paramenti religiosi per il clero cattolico, arazzi e scialli in stile pañuelo. Sebbene questi primi scialli di fabbricazione cinese presentassero tipicamente motivi cinesi (come draghi, uccelli, farfalle, rospi, loto, fiori, personaggi e scene cinesi), successivamente adattarono anche convenzioni non cinesi come le frange, apprese dalla cultura filippina.
Questi scialli di seta divennero immensamente popolari nelle Filippine e furono rapidamente adottati nella moda locale delle donne dell'alta borghesia di Luzon nel XVIII e XIX secolo. Allo stesso modo, sono diventati esportazioni di lusso ampiamente ricercate subito dopo aver raggiunto le Americhe. Si ritiene che abbiano influenzato i successivi progetti del rebozo dell'America Latina.
La loro popolarità in Spagna aumentò dopo l'indipendenza del Messico nel 1815. Le navi mercantili da Manila, che prima dovevano fare scalo ad Acapulco, ora avevano rotte dirette per Siviglia. Durante parte del XIX secolo, il romanticismo prese il sopravvento e la moda parigina imponeva che le spalle delle donne dovessero essere lasciate scoperte. Le donne spagnole copiarono tale moda e riscoprirono l'utilità dello scialle di Manila, poiché forniva un po' di calore alle spalle nude. Lo scialle di Manila veniva utilizzato anche per decorare i pianoforti a coda o i divani delle case eleganti, un'usanza perdurata nel tempo.
Tuttavia, con la sconfitta delle Filippine nel 1898, all'indomani della guerra ispano-americana, la Spagna perse definitivamente l'accesso al commercio della seta. Ciò spinse i tessitori locali a ricreare i ricami alla cinese, privilegiando disegni adatti ai gusti europei ed eliminando motivi indesiderati come i rospi (simbolo di ricchezza in Cina) e le pagode. I loro ricami divennero più densi e colorati, con fiori più grandi che ricordavano il chintz. Anche le frange annodate diventavano gradualmente più lunghe, accentuando i movimenti delle donne mentre camminavano o ballavano.

## Significato culturale moderno

### Filippine
Il mantón de Manila è ancora indossato nelle Filippine come alternativa al pañuelo. Fanno parte del traje de mestiza (la versione aristocratica dell'abito nazionale, il baro't saya) e possono anche essere indossati con il moderno terno, una versione unificata del baro't saya.

### Spagna
Gli scialli di Manila sono ancora molto apprezzati in Andalusia per le occasioni festive. Le donne usano tali scialli per vestirsi e andare alle feste. Durante la Fiesta de las Cruces a Cordoba, i balconi vengono arredati con lo scialle di Manila poiché dona un aspetto luminoso alle piazze. Durante la Feria de Abril di Siviglia, la maggior parte delle donne in abito gitano (abito da flamenco) utilizzano tale scialle come accessorio. Lo scialle di Manila viene utilizzato anche dalle ballerine di flamenco durante la loro danza, poiché aggiunge drammaticità quando lo si rotea attorno al corpo e nell'aria. Sara Baras e Maria Pages, due delle maggiori ballerine di flamenco in Spagna, sono esperte nell'uso degli scialli durante il ballo. Anche i famosi cantanti spagnoli di copla, una forma di canzone tradizionale, indossano lo scialle di Manila.
Molti degli scialli moderni di Manila più economici vengono importati dalla Cina e il loro prezzo può variare dai 20 ai 300 euro, a seconda della quantità di ricami utilizzati. Quelli più economici sono fatti di poliestere e quelli più costosi sono di seta. I migliori scialli Manila che si trovano oggi in Spagna sono di seta e sono realizzati a Siviglia, e hanno un prezzo che va dai 300 ai 2000 euro.

## Nella cultura di massa
La prima de La verbena de la Paloma, il 17 febbraio 1894, al Teatro Apolo di Madrid, su libretto di Ricardo de la Vega e partitura del Maestro Chapí, terminata da Tomás Bretón, fu dedicata allo scialle di Manila dei chulapas (nel dialetto di Madrid ‘ragazzi’ e ‘ragazze’) della capitale della Spagna.
A Ramales de la Victoria, nel mese di luglio, si celebra la Verbena del Mantón, in ricordo della leggenda della battaglia di Ramales del 1839, quando il generale Maroto e il suo gruppo carlista in fuga lasciarono un baule pieno di scialli, un tesoro che Baldomero Espartero distribuì tra le donne che, ricevendolo, festeggiarono la loro vittoria.
Lo scrittore canario Benito Pérez Galdós, nel suo romanzo Fortunata y Jacinta, fa un'esposizione sulla storia dello scialle di Manila (secondo lui la creazione del cinese “Ayún”).

## Galleria d'immagini

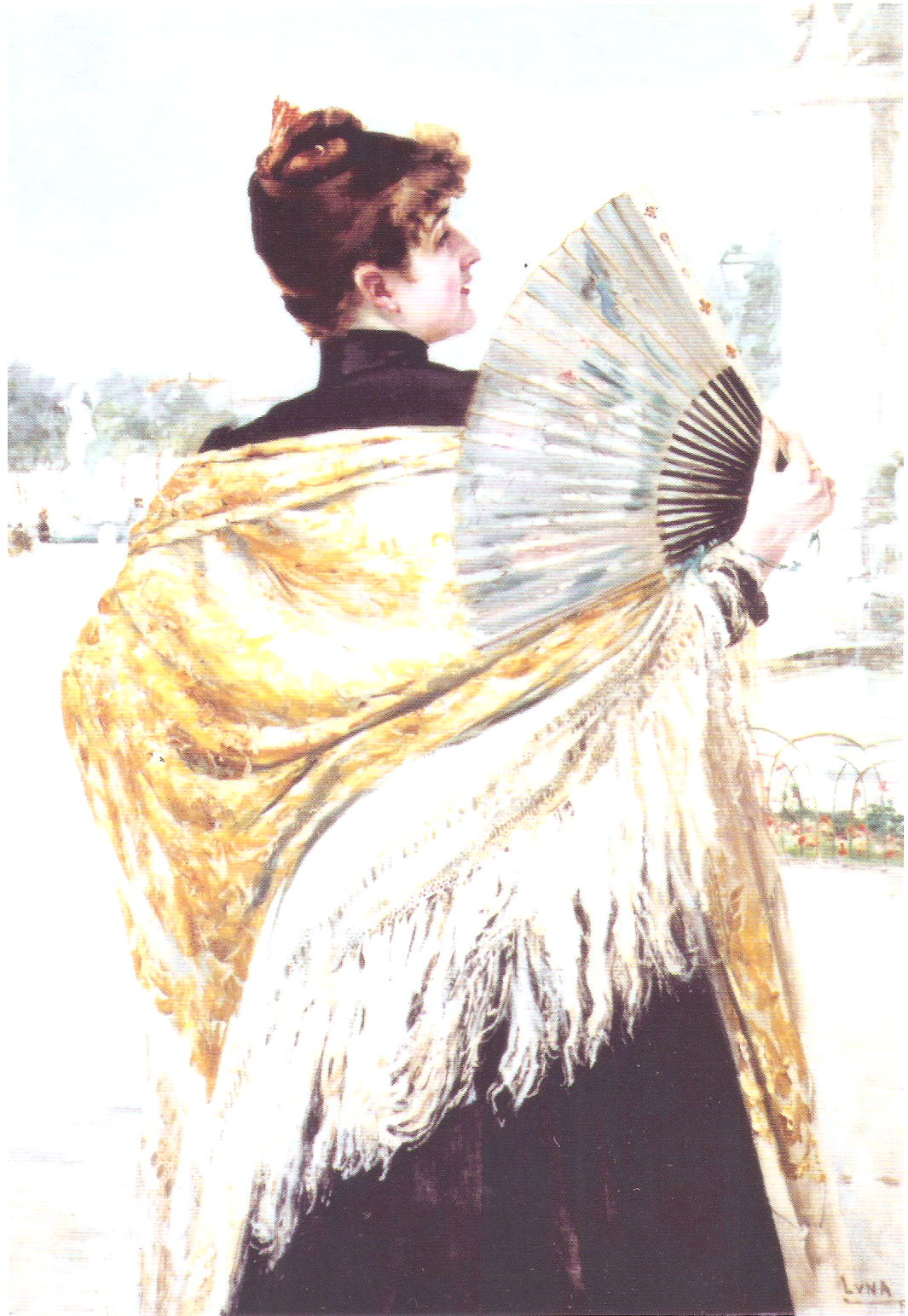
Mujer con mantón de Manila del pittore filippino Juan Luna (1880 circa).
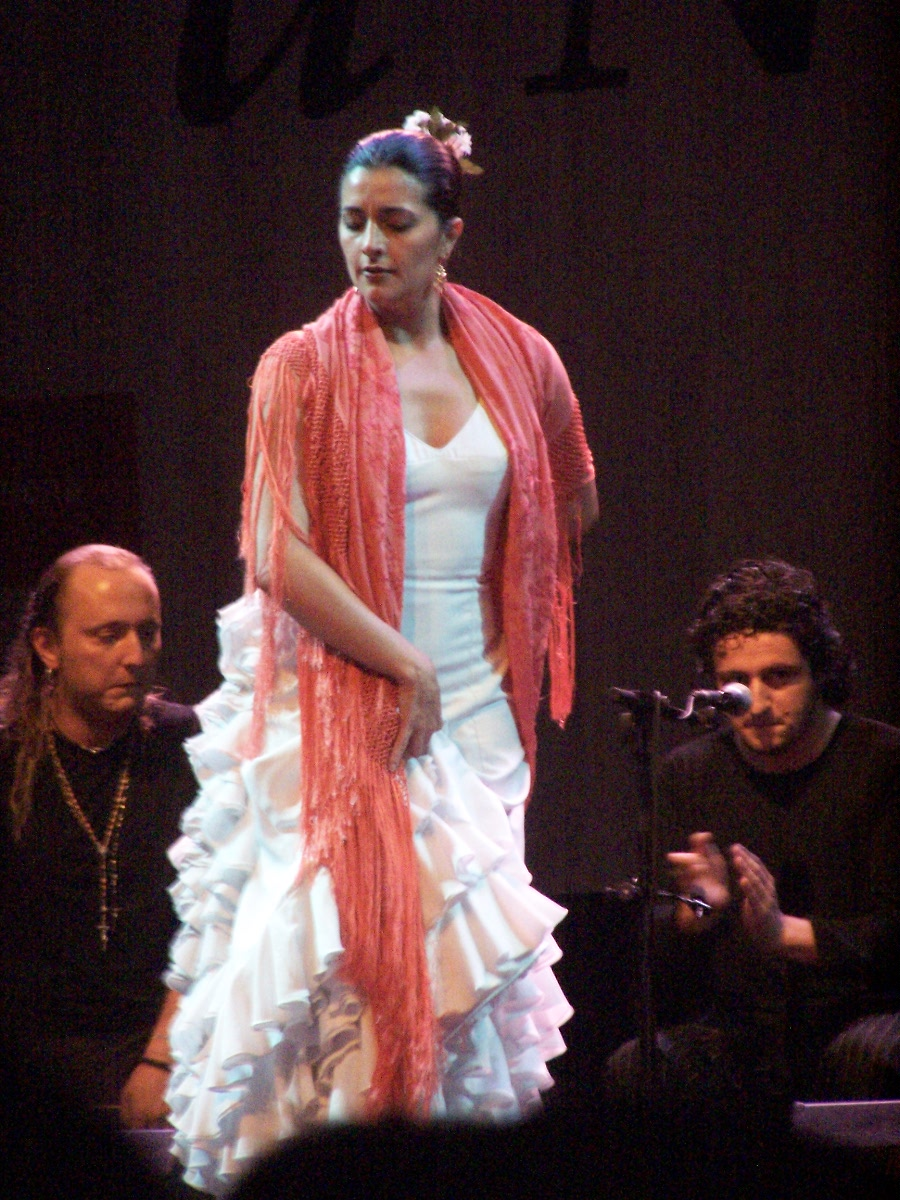
Una ballerina di flamenco (bailaora) con uno scialle di Manila.
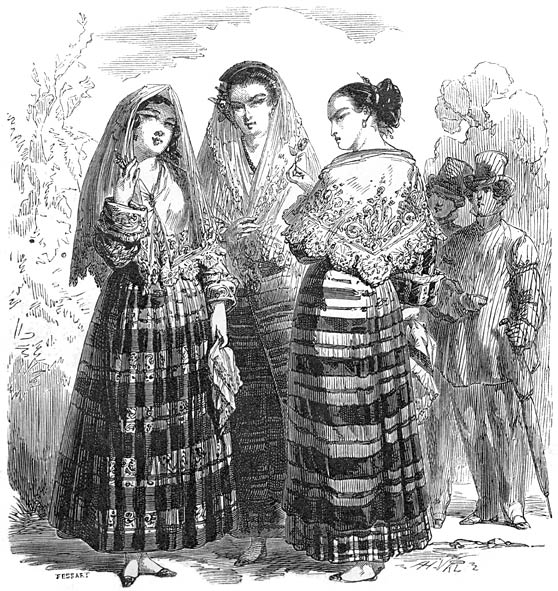
Meticce filippine dell'inizio del 1800 con pañuelos su baro't saya, di Paul de la Gironiere.
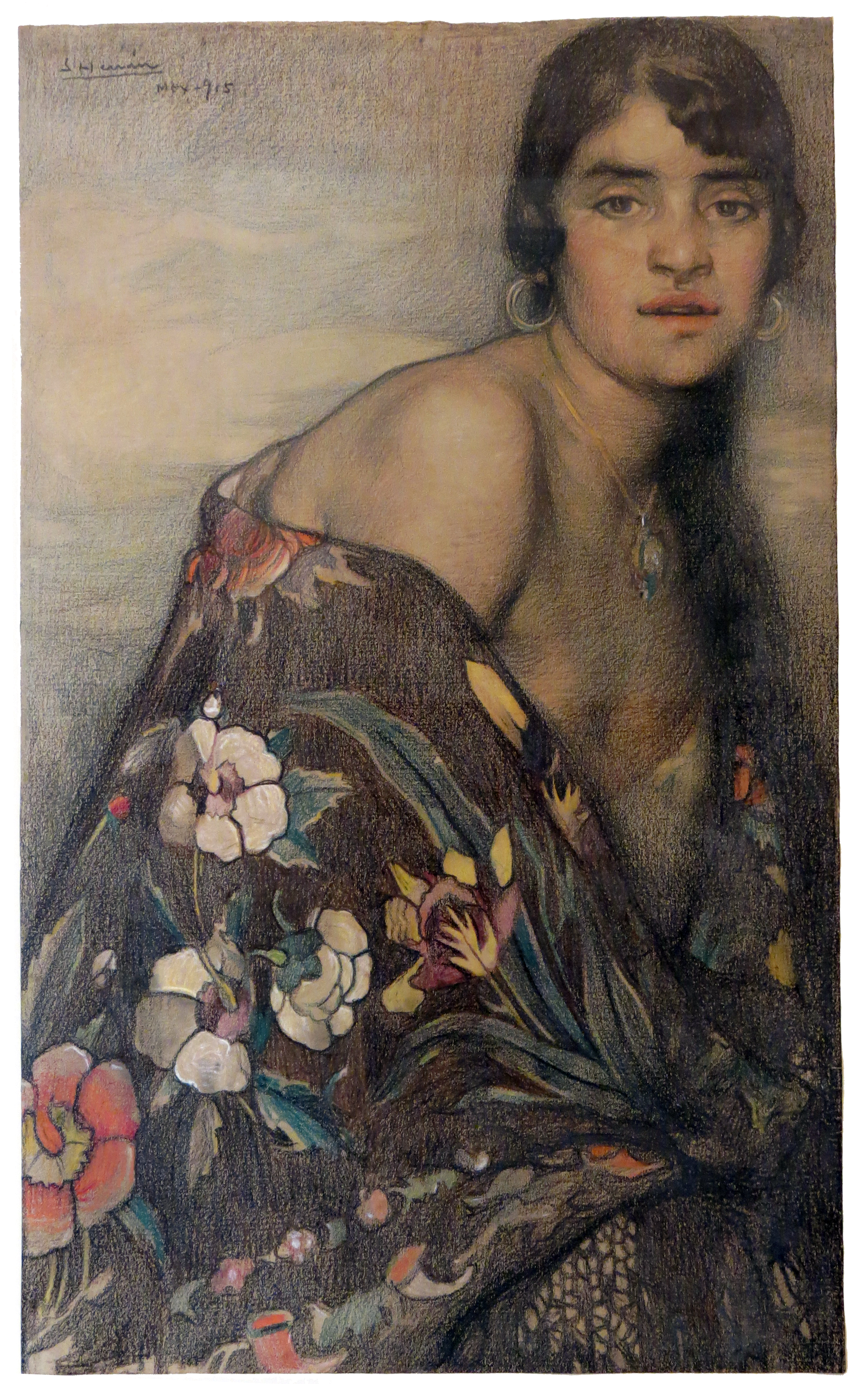
La Criolla del mantón del pittore messicano Saturnino Herrán (1915).
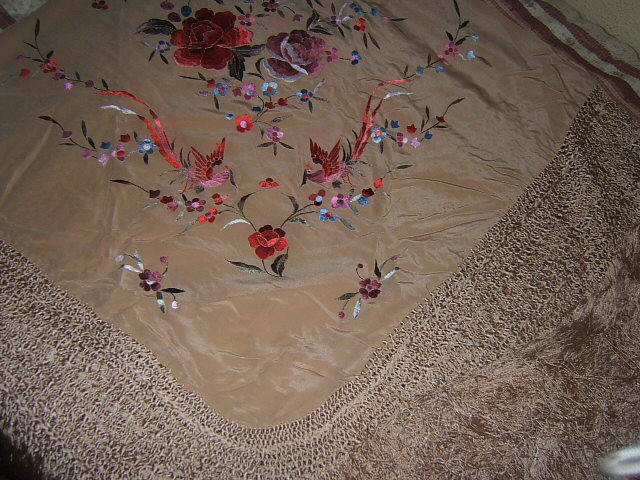
Dettaglio del tipico ricamo floreale e delle frange di uno scialle di Manila di produzione spagnola.
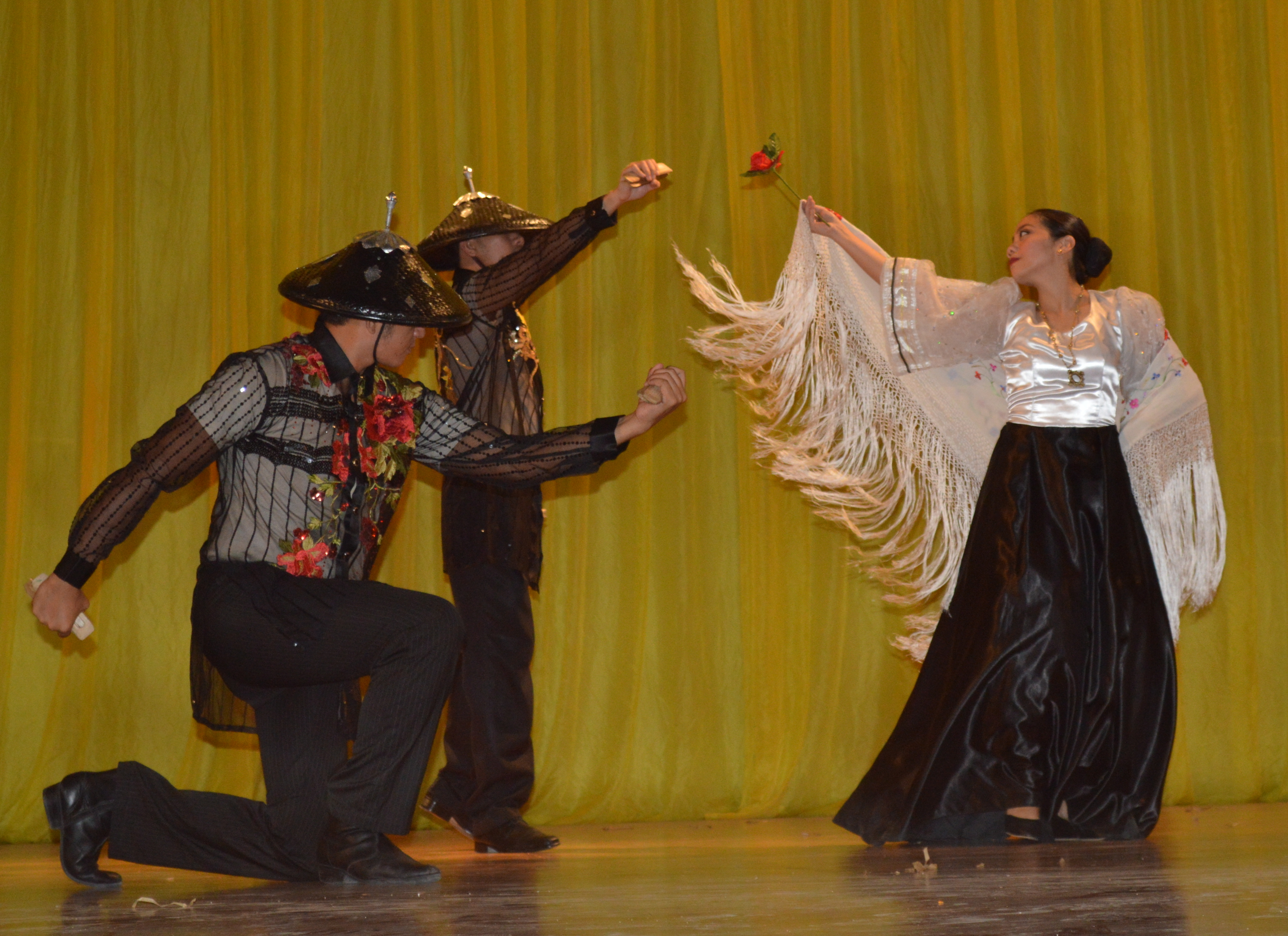
Ballerini filippini eseguono Jota Manileña. La donna indossa un mantón de Manila sopra il tradizionale abito traje de mestiza. Gli uomini indossano il barong Tagalog con copricapo salakot.